# Open 13 2022
Open 13 Provence 2022 byl profesionální tenisový turnaj pořádaný jako součást mužského okruhu ATP Tour, který se odehrával v hale Palais des Sports na krytých dvorcích s tvrdým povrchem. Probíhal mezi 14. až 20. únorem 2022 v jihofrancouzském Marseille jako jubilejní třicátý ročník turnaje.
Turnaj s rozpočtem 622 610 eur patřil do kategorie ATP Tour 250. Nejvýše nasazeným hráčem ve dvouhře se stal čtvrtý hráč světa Stefanos Tsitsipas z Řecka, kterého ve čtvrtfinále vyřadil ruský kvalifikant Roman Safiullin. Jako poslední přímý účastník do hlavní singlové soutěže zasáhl 117. hráč žebříčku, Slovák Norbert Gombos.
Devátý singlový titul na okruhu ATP Tour vybojoval Rus Andrej Rubljov. Na túře ATP získal první kariérní „double“, když s Ukrajincem Denysem Molčanovem vyhrál i čtyřhru. Tohoto výkonu na Open 13 Provence před ním dosáhli Švéd Thomas Enqvist v roce 1997 a Francouz Michaël Llodra v sezóně 2010.

## Rozdělení bodů a finančních odměn

### Rozdělení bodů
| Soutěž  | vítězové | finalisté | semifinalisté | čtvrtfinalisté | 16 v kole | 32 v kole | Q  | Q2 | Q1 |
| ------- | -------- | --------- | ------------- | -------------- | --------- | --------- | -- | -- | -- |
| dvouhra | 250      | 150       | 90            | 45             | 20        | 0         | 12 | 6  | 0  |
| čtyřhra | 250      | 150       | 90            | 45             | 0         | —         | —  | —  | —  |

### Finanční odměny
| Soutěž                              | vítězové | finalisté | semifinalisté | čtvrtfinalisté | 16 v kole | 32 v kole | Q2      | Q1      |
| ----------------------------------- | -------- | --------- | ------------- | -------------- | --------- | --------- | ------- | ------- |
| dvouhra                             | 58 470 € | 40 930 €  | 27 110 €      | 18 070 €       | 11 695 €  | 6 380 €   | 3 190 € | 1 595 € |
| čtyřhra                             | 20 730 € | 15 880 €  | 9 570 €       | 6 380 €        | 3 720 €   | —         | —       | —       |
| částka ve čtyřhře je uvedena na pár |          |           |               |                |           |           |         |         |

## Mužská dvouhra

### Nasazení
| Stát                         | Hráč                  | ATP | Nasazení |
| ---------------------------- | --------------------- | --- | -------- |
| Řecko                        | Stefanos Tsitsipas    | 4.  | 1.       |
| Rusko                        | Andrej Rubljov        | 7.  | 2.       |
| Kanada                       | Félix Auger-Aliassime | 9.  | 3.       |
| Rusko                        | Aslan Karacev         | 14. | 4.       |
| Bělorusko                    | Ilja Ivaška           | 48. | 5.       |
| Nizozemsko                   | Tallon Griekspoor     | 62. | 6.       |
| Austrálie                    | Alexei Popyrin        | 66. | 7.       |
| Itálie                       | Gianluca Mager        | 67. | 8.       |
| Francie                      | Benjamin Bonzi        | 68. | 9.       |
| Žebříček ATP k 7. únoru 2022 |                       |     |          |

### Jiné formy účasti
Následující hráči obdrželi divokou kartu do hlavní soutěže:
- Benjamin Bonzi
- Hugo Gaston
- Petros Tsitsipas

Následující hráč nastoupil do hlavní soutěže pod žebříčkovou ochranou:
- Mackenzie McDonald

Následující hráči postoupili z kvalifikace:
- Matthew Ebden
- Constant Lestienne
- Alex Molčan
- Arthur Rinderknech

- Jo-Wilfried Tsonga
- Lucas Pouille
- Gilles Simon

Následující hráči postoupili z kvalifikace:
- Damir Džumhur
- Michail Kukuškin
- Tomáš Macháč
- Roman Safiullin

Následující hráč postoupil z kvalifikace jako šťastný poražený:
- Zizou Bergs

### Odhlášení
před zahájením turnaje
- Ričardas Berankis → nahradil jej  Pierre-Hugues Herbert
- Ugo Humbert → nahradil jej  Dennis Novak
- Gianluca Mager → nahradil jej  Zizou Bergs
- Jannik Sinner → nahradil jej  Kamil Majchrzak

## Mužská čtyřhra

### Nasazení
| Stát                                                                                  | Hráč                  | Stát      | Hráč                 | ATP  | Nasazení |
| ------------------------------------------------------------------------------------- | --------------------- | --------- | -------------------- | ---- | -------- |
| Francie                                                                               | Pierre-Hugues Herbert | Francie   | Nicolas Mahut        | 13.  | 1.       |
| Jižní Afrika                                                                          | Raven Klaasen         | Japonsko  | Ben McLachlan        | 66.  | 2.       |
| Nizozemsko                                                                            | Matwé Middelkoop      | Německo   | Andreas Mies         | 69.  | 3.       |
| Spojené království                                                                    | Jonny O'Mara          | Španělsko | David Vega Hernández | 160. | 4.       |
| Žebříček ATP k 7. únoru 2022; číslo je součtem žebříčkového postavení obou členů páru |                       |           |                      |      |          |

### Jiné formy účasti
Následující páry obdržely divokou kartu do hlavní soutěže:
- Ugo Blanchet /  Timo Legout
- Lucas Pouille /  Gilles Simon

Následující pár nastoupil z pozice náhradníka:
- Hunter Reese /  Sem Verbeek

### Odhlášení
před zahájením turnaje
- Sander Arends /  David Pel → nahradili je  Hunter Reese /  Sem Verbeek
- Hugo Gaston /  Ugo Humbert → nahradili je  Hugo Gaston /  Holger Rune

## Přehled finále

### Mužská dvouhra
- Andrej Rubljov vs.  Félix Auger-Aliassime, 7–5, 7–6(7–4)

### Mužská čtyřhra
- Denys Molčanov /  Andrej Rubljov vs.  Raven Klaasen /  Ben McLachlan, 4–6, 7–5, [10–7]